# Еріх Діненталь
Еріх Діненталь (нім. Erich Dienenthal; 17 грудня 1915, Зіген — 26 липня 1990, Зіген) — німецький офіцер, майор. Командир кавалерійських і козацьких частин вермахту. Кавалер Лицарського хреста Залізного хреста.

## Біографія
28 жовтня 1935 року поступив на службу в 1-1 батальйон 13-го кавалерійського полку, в якому служив до 11 листопада 1938 року.
3 11 листопада 1938 до 20 серпня 1941 року служив у 11-му (122-му) кавалерійському полку.
З 20 жовтня 1941 до 30 квітня 1943 року — командир 2-ї велосипедної роти розвідувального дивізіону 45-го полку 45-ї піхотної дивізії.
3 30 квітня 1943 до 28 лютого 1945 року — командир 1-го дивізіону 1-го козацького кінного полку.
З 28 лютого до 155 травня 1945 року — командир 1-го козацького кінного полку.

## Звання[1]
- Єфрейтор (10 січня 1936)
- Унтер-офіцер (12 січня 1936)
- Фенріх (6 січня 1937)
- Обер-фенріх (1 вересня 1937)
- Лейтенант (1 січня 1938)
- Обер-лейтенант (1 квітня 1940)
- Ротмістр (1 квітня 1942)
- Майор (1 березня 1944)

## Нагороди[1]
- Медаль «За вислугу років у Вермахті» 4-го класу (4 роки)
- Залізний хрест 2-го класу (6 грудня 1939)
- Медаль «У пам'ять 1 жовтня 1938» (31 грудня 1939)
- Штурмовий піхотний знак в сріблі (19 липня 1941)
- Залізний хрест 1-го класу (19 серпня 1941)
- Лицарський хрест Залізного хреста (14 грудня 1941)
- Нагрудний знак «За поранення» в чорному (6 травня 1942)
- Медаль «За зимову кампанію на Сході 1941/42» (15 серпня 1942)
- Відзнака для східних народів 2-го класу в сріблі (9 грудня 1943)
- Нагрудний знак ближнього бою в бронзі (19 березня 1944)
- Мала срібна медаль поглавника Анте Павелича за хоробрість (Незалежна Держава Хорватія; 20 квітня 1944)
- Відзнака для східних народів 1-го класу в сріблі (3 червня 1944)
- Нагрудний знак «За боротьбу з партизанами» в бронзі (24 грудня 1944)
- Військовий орден Залізного трилисника 1-го класу (Незалежна Держава Хорватія; 24 грудня 1944)